# Lithophaga attenuata
Lithophaga attenuata is een tweekleppigensoort uit de familie van de Mytilidae. De wetenschappelijke naam van de soort is voor het eerst geldig gepubliceerd in 1836 door Deshayes.